# Kamwenge
Kamwenge  este un oraș  în  Uganda. Este reședinta  districtului Kamwenge.